# Heinrich IV. (Braunschweig-Grubenhagen)
Heinrich IV. von Braunschweig Grubenhagen (* 1460; † 6. Dezember 1526 in Salzderhelden), aus dem Geschlecht der Welfen, war Fürst von Braunschweig-Grubenhagen.

## Leben
Heinrich war der Sohn von Heinrich III. von Braunschweig-Grubenhagen und der Margarete, einer Tochter des Saganer Herzogs Johann I. und der Scholastika von Sachsen-Wittenberg. Er folgte nach dem Tode seines Vaters 1464 als Fürst von Grubenhagen. Bis zu seiner Volljährigkeit 1479 stand er unter der Vormundschaft seines Onkels Albrecht II. Im Jahr 1479 teilten er und Albrecht die Herrschaft. Albrecht erhielt die Burg Osterode und das Schloss Herzberg, Heinrich die Heldenburg. Über die Städte Einbeck und Osterode sowie die Burg Grubenhagen herrschten sie gemeinsam. Nach Albrechts Tod 1485 wurde Heinrich Vormund seiner unmündigen Vettern. Als er 1526 kinderlos starb, erbte sein Vetter Philipp I. Grubenhagen.

## Familie
Heinrich heiratete am 26. August 1494 in Einbeck Elisabeth von Sachsen-Lauenburg († nach 7. Apr. 1542), die Tochter von Herzog Johann IV. von Sachsen-Lauenburg und Dorothea von Brandenburg. Die Ehe blieb kinderlos.